# 松観駅
松観駅（ソングァンえき、朝鮮語: 송관역）は、朝鮮民主主義人民共和国の南浦特別市臥牛島区域の駅で、西海閘門線に属する。 

## 隣の駅
西海閘門線
漢二川駅 - 松観駅 - 西海閘門駅